# Vonnis Basketbalspeler
Het vonnis Basketbalspeler (Rechtbank Utrecht 06-04-1982, VR 1983, 51) is een uitspraak van de rechtbank te Utrecht, die betrekking heeft op afwezigheid van alle schuld (AVAS) door verontschuldigbare onmacht.

## Casus
Een semi-prof basketbalspeler kreeg tijdens een wedstrijd een flinke klap van een tegenstander tegen zijn slaap. Door de klap is hij op de grond gevallen, maar hij was niet bewusteloos geraakt en voelde zich niet 'dizzy'. Na de wedstrijd moest hij nog van Urk naar Amstelveen rijden. Een sportfysiotherapeut achtte het verantwoord de speler in zijn auto naar huis te laten rijden.
Vervolgens is hij op de A1 in plaats van in te halen met hoge snelheid op een voor hem rijdende auto gebotst. Een passagier in die auto heeft zwaar lichamelijk letsel opgelopen.
Na de aanrijding is de speler doorgereden; hij zegt zich niets van het ongeval te herinneren.

## Rechtsvraag
Is de basketbalspeler verwijtbaar (Nee door verontschuldigbare onmacht.) 

## Procesgang
Verdachte werd strafrechtelijk vervolgd wegens het veroorzaken van een aanrijding met letsel en wegens doorrijden na een aanrijding. De rechtbank heeft hem vrijgesproken wegens AVAS door verontschuldigbare onmacht.
De rechtbank overwoog:

Bij het onderzoek ter terechtzitting is komen vast te staan (...):

Verdachte heeft als semi-prof basketball-speler (...) meegespeeld in een basketball-wedstrijd in de gemeente Urk. Tegen het einde van de wedstrijd kreeg verdachte een zodanige klap van een tegenspeler tegen zijn slaap, dat hij op de grond is gevallen. Hij is niet bewusteloos geweest en voelde zich niet 'dizzy'. Vervolgens is hij uit de wedstrijd gehaald. De aanwezige sport-fysiotherapeut (...) controleerde de toestand van verdachte, gaf hem een ijszakje voor de pijnlijke plek en een asperientje. (...)

Voornoemde fysiotherapeut heeft (...) verdachte (...) nog ongeveer drie kwartier in het oog gehouden en geen bijzonderheden waargenomen. Hij achtte het verantwoord verdachte in zijn auto naar huis te laten rijden. Toen verdachte reeds in zijn auto zat, heeft deze fysiotherapeut nog naar zijn toestand geïnformeerd en verdachte heeft hem een positief antwoord gegeven.

Verdachte zelf voelde zich goed op dat moment. (...)
Op grond van het bovenstaande acht de Rechtbank het aannemelijk dat tijdens de rit naar huis bij verdachte op een gegeven moment een bepaalde vorm van 'afwezigheid' is ontstaan als gevolg van de eerder die avond opgelopen klap tegen zijn hoofd. (...) 

Voorts is de Rechtbank van oordeel dat het verdachte niet euvel te duiden is dat hij, overeenkomstig zijn tevoren genomen besluit, met zijn auto naar huis is gereden. Er waren immers géén voor hem toen kenbare aanwijzingen dat hij lichamelijk en/of geestelijk niet in orde zou zijn. Derhalve bestond er voor hem toen géén aanleiding te twijfelen aan zijn bekwaamheid zijn auto naar behoren te besturen. Nu verdachte van zijn handelen op géén enkele wijze een verwijt valt te maken, ontbreekt bij hem de (...) telastegelegde schuld, zodat verdachte (...) dient te worden vrijgesproken.

## Relevantie
Dit vonnis is een voorbeeld van afwezigheid van alle schuld (AVAS) door verontschuldigbare onmacht.